# Ferndale (Washington)
Ferndale è una città degli Stati Uniti d'America, situata nello Stato di Washington e in particolare nella Contea di Whatcom.